# Christian Kern
Christian Kern (n. 4 ianuarie 1966, Viena, Austria) este un politician social-democrat austriac, care a îndeplinit funcțiile de cancelar federal al Austriei în 2016-2017 și a fost președinte al partidului socialist SPÖ.

## Familia și studiile
Kern s-a născut la Viena și a crescut în cartierul muncitoresc Simmering, ca fiu al unui electrician si al unei secretare. A studiat ziaristica și comunicațiile la Universitatea din Viena, iar mai târziu studii de management la universitatea din St. Gallen.

## Cariera politică
Și-a început cariera în 1989 ca gazetar în domeniul economic, scriind pentru „Wirtschaftpressedienst” și magazinul austriac de business „Option”. 
În 1991 a fost angajat la Cancelaria Federala a Austriei ca asistent al subsecretarului pentru serviciile civile, Peter Kostelka. Când în 1994 Kostelka a devenit șeful grupului parlamentar social democrat, Kern a rămas seful sau de birou și purtătorul de cuvânt al fracțiunii parlamentare.
La mijlocul anilor 1990 a fost purtător de cuvânt al grupului parlamentar social-democrat, iar ulterior a devenit director în compania de electricitate Verbund AG din Austria. În anul 2010 a fost numit președintele Companiei de stat ÖBB a Căilor Ferate Federale din țara sa, din anul 2014 deținând și funcția de președinte al Companiilor Europene de Căi Ferate și Infrastructuri. În 2016 în urma demisiei lui Werner Faymann din funcția de lider al partidului social democrat și cancelar, Kern a fost ales de partid în locul acestuia. 
Kern a depus jurământul în calitatea de cancelar al Austriei la 17 mai 2016, continuând „marea coaliție” cu formațiunea conservatoare Partidul Poporului ÖVP, dar promițând o „Nouă Tranzacție” care sa furnizeze mai multe locuri de muncă prin reducerea birocrației și regulațiilor, pentru a face să crească partea lucrătorilor de rând în prosperitatea economică. Kern a criticat „elita politică austriacă” pentru obsesia ei de putere și neglijarea unei agende politice legate de viitorul țării. Christian Kern a deținut funcția de cancelar al Austriei până la data de 18 decembrie 2017.